# Bassa de Senglars de la Creu del Bei
La Bassa de Senglars de la Creu del Bei es troba al Parc de la Serralada Litoral, a Cabrera de Mar.

## Entorn
Està al mig d'un camí i en una clariana. Els arbres els trobarem just on comença un altre cop el bosc, seguint el camí en direcció sud.

## Accés
És ubicada a Cabrera de Mar: situats a la Creu del Bei (també anomenada Creu de l'Abeia), cal prendre un camí que surt en direcció SE i el seguim (prescindint d'una drecera a l'esquerra senyalitzada amb una estaca) fins a arribar a un planell i trobar el bassal a terra, al mig del camí. Coordenades: x=448261 y=4598527 z=308.